# Handball League Playoffs 2023
Die Quickline Handball League Playoffs 2023 waren die Playoffs der Handball League 2022/23, der höchsten Spielklasse des Handballs der Männer in der Schweiz. Sie waren die 25. Playoffs der Handball League.

## Modus
Die Playoffs wurden im Best-of-Five-Modus ausgetragen.

### Viertelfinals
Der Erste spielte gegen den Letzten der Hauptrunde. Der Zweite gegen den Siebten usw.

### Halbfinals
Der Sieger des Viertelfinals 1 spielte gegen den Sieger des Viertelfinals 4.
Der Sieger des Viertelfinals 2 spielte gegen den Sieger des Viertelfinals 3.

### Final
Die Sieger der Halbfinals spielten um den Schweizer-Meister-Titel.

## Playoffs-Baum
|  | Viertelfinal | Viertelfinal             | Viertelfinal          | Viertelfinal | Viertelfinal | Viertelfinal | Viertelfinal          |    |                  | Halbfinal | Halbfinal | Halbfinal | Halbfinal | Halbfinal | Halbfinal | Halbfinal |  |  | Final | Final | Final | Final | Final | Final | Final |
|  |              |                          |                       |              |              |              |                       |    |                  |           |           |           |           |           |           |           |  |  |       |       |       |       |       |       |       |
|  | 1            | HC Kriens-Luzern         | 32                    | 30           | 31           |              |                       |    |                  |           |           |           |           |           |           |           |  |  |       |       |       |       |       |       |       |
|  | 8            | TSV St. Otmar St. Gallen | 26                    | 21           | 29           |              |                       |    |                  |           |           |           |           |           |           |           |  |  |       |       |       |       |       |       |       |
|  | 8            | TSV St. Otmar St. Gallen | 26                    | 21           | 29           | 1            | HC Kriens-Luzern      | 31 | 33               | 31        |           |           |           |           |           |           |  |  |       |       |       |       |       |       |       |
|  |              |                          |                       |              |              |              |                       | 31 | 33               | 31        |           |           |           |           |           |           |  |  |       |       |       |       |       |       |       |
|  |              | 5                        | BSV Bern              | 29           | 28           | 28           |                       |    |                  |           |           |           |           |           |           |           |  |  |       |       |       |       |       |       |       |
|  | 4            | 5                        | BSV Bern              | 29           | 28           | 28           | GC Amicitia Zürich    | 27 | 32               | 29        | 26        |           |           |           |           |           |  |  |       |       |       |       |       |       |       |
|  | 4            |                          |                       |              |              |              |                       |    | 32               | 29        | 26        |           |           |           |           |           |  |  |       |       |       |       |       |       |       |
|  | 5            | BSV Bern                 | 28                    | 29           | 30           | 27           |                       |    |                  |           |           |           |           |           |           |           |  |  |       |       |       |       |       |       |       |
|  |              |                          |                       |              |              |              |                       | 1  | HC Kriens-Luzern | 27        | 25        | 50 n. S.  | 28        |           |           |           |  |  |       |       |       |       |       |       |       |
|  |              | 2                        | Kadetten Schaffhausen | 31           | 33           | 49           | 32                    |    |                  |           |           |           |           |           |           |           |  |  |       |       |       |       |       |       |       |
|  | 2            | Kadetten Schaffhausen    | 31                    | 35           | 30           |              |                       |    |                  |           |           |           |           |           |           |           |  |  |       |       |       |       |       |       |       |
|  | 7            | HSC Suhr Aarau           | 26                    | 24           | 25           |              |                       |    |                  |           |           |           |           |           |           |           |  |  |       |       |       |       |       |       |       |
|  | 7            | HSC Suhr Aarau           | 26                    | 24           | 25           | 2            | Kadetten Schaffhausen | 34 | 37 n. V.         | 30        |           |           |           |           |           |           |  |  |       |       |       |       |       |       |       |
|  |              |                          |                       |              |              |              |                       | 34 | 37 n. V.         | 30        |           |           |           |           |           |           |  |  |       |       |       |       |       |       |       |
|  |              | 3                        | Pfadi Winterthur      | 28           | 34           | 23           |                       |    |                  |           |           |           |           |           |           |           |  |  |       |       |       |       |       |       |       |
|  | 3            | 3                        | Pfadi Winterthur      | 28           | 34           | 23           | Pfadi Winterthur      | 19 | 25               | 27 n. V.  | 21        |           |           |           |           |           |  |  |       |       |       |       |       |       |       |
|  | 3            |                          |                       |              |              |              |                       |    | 25               | 27 n. V.  | 21        |           |           |           |           |           |  |  |       |       |       |       |       |       |       |
|  | 6            | Wacker Thun              | 18                    | 27           | 26           | 19           |                       |    |                  |           |           |           |           |           |           |           |  |  |       |       |       |       |       |       |       |

## Spiele

### Viertelfinals

#### (1) HC Kriens-Luzern gegen (8) TSV St. Otmar St. Gallen
Übersicht
| Donnerstag, 6. April 2023 19:30 Uhr | HC Kriens-Luzern              | 32:26        | TSV St. Otmar St. Gallen                  | Stadthalle, Sursee Zuschauer: 2050 Schiedsrichter: Müller & Schaad |
| Donnerstag, 6. April 2023 19:30 Uhr | meiste Tore: 4 Spieler (Je 4) | (17:12)      | meiste Tore: Jurilj & Ben Romdhane (Je 6) | Stadthalle, Sursee Zuschauer: 2050 Schiedsrichter: Müller & Schaad |
| Donnerstag, 6. April 2023 19:30 Uhr | Strafen: 1× 3×                | Spielbericht | Strafen: 1× 4×                            | Stadthalle, Sursee Zuschauer: 2050 Schiedsrichter: Müller & Schaad |

| Montag, 10. April 2023 17:00 Uhr | TSV St. Otmar St. Gallen   | 21:30        | HC Kriens-Luzern           | Kreuzbleiche, St. Gallen Zuschauer: 1850 Schiedsrichter: Keiser & Rottmeier |
| Montag, 10. April 2023 17:00 Uhr | meiste Tore: Pietrasik (9) | (11:15)      | meiste Tore: Langenick (5) | Kreuzbleiche, St. Gallen Zuschauer: 1850 Schiedsrichter: Keiser & Rottmeier |
| Montag, 10. April 2023 17:00 Uhr | Strafen: 1× 3×             | Spielbericht | Strafen: 2× 3×             | Kreuzbleiche, St. Gallen Zuschauer: 1850 Schiedsrichter: Keiser & Rottmeier |

| Donnerstag, 13. April 2023 18:15 Uhr TV: SRF zwei | HC Kriens-Luzern      | 31:29        | TSV St. Otmar St. Gallen | Stadthalle, Sursee Zuschauer: 1850 Schiedsrichter: Häner & Maurer |
| Donnerstag, 13. April 2023 18:15 Uhr TV: SRF zwei | meiste Tore: Böhm (7) | (14:11)      | meiste Tore: Pendic (9)  | Stadthalle, Sursee Zuschauer: 1850 Schiedsrichter: Häner & Maurer |
| Donnerstag, 13. April 2023 18:15 Uhr TV: SRF zwei | Strafen: 1× 3×        | Spielbericht | Strafen: 2× 3× 1×        | Stadthalle, Sursee Zuschauer: 1850 Schiedsrichter: Häner & Maurer |

- Benjamin Geisser (St. Gallen) erhielt nach 41:51 min Spielzeit die Rote Karte, es war ebenfalls sein letztes Spiel als Profi.

#### (4) GC Amicitia Zürich gegen (5) BSV Bern
Übersicht
| Donnerstag, 6. April 2023 18:30 Uhr | GC Amicitia Zürich      | 27:28        | BSV Bern                  | Saalsporthalle, Zürich Zuschauer: 575 Schiedsrichter: Hennig & Meier |
| Donnerstag, 6. April 2023 18:30 Uhr | meiste Tore: Harbus (9) | (10:11)      | meiste Tore: Getzmann (7) | Saalsporthalle, Zürich Zuschauer: 575 Schiedsrichter: Hennig & Meier |
| Donnerstag, 6. April 2023 18:30 Uhr | Strafen: 1× 4×          | Spielbericht | Strafen: 1× 3×            | Saalsporthalle, Zürich Zuschauer: 575 Schiedsrichter: Hennig & Meier |

| Montag, 10. April 2023 16:00 Uhr TV: SRF online | BSV Bern                              | 29:32        | GC Amicitia Zürich        | Mobiliar Arena, Gümligen Zuschauer: 977 Schiedsrichter: L. Hardegger & S. Hardegger |
| Montag, 10. April 2023 16:00 Uhr TV: SRF online | meiste Tore: Kaleb & Zetterman (Je 5) | (16:14)      | meiste Tore: Blättler (7) | Mobiliar Arena, Gümligen Zuschauer: 977 Schiedsrichter: L. Hardegger & S. Hardegger |
| Montag, 10. April 2023 16:00 Uhr TV: SRF online | Strafen: 1× 2×                        | Spielbericht | Strafen: 1× 2×            | Mobiliar Arena, Gümligen Zuschauer: 977 Schiedsrichter: L. Hardegger & S. Hardegger |

| Donnerstag, 13. April 2023 19:00 Uhr | GC Amicitia Zürich            | 29:30        | BSV Bern                | Saalsporthalle, Zürich Zuschauer: 721 Schiedsrichter: Boshkoski & Stalder |
| Donnerstag, 13. April 2023 19:00 Uhr | meiste Tore: 3 Spieler (Je 4) | (16:15)      | meiste Tore: Aellen (7) | Saalsporthalle, Zürich Zuschauer: 721 Schiedsrichter: Boshkoski & Stalder |
| Donnerstag, 13. April 2023 19:00 Uhr | Strafen: 6× 1×                | Spielbericht | Strafen: 1× 5×          | Saalsporthalle, Zürich Zuschauer: 721 Schiedsrichter: Boshkoski & Stalder |

- Luigj Quni (Zürich) erhielt nach 30:00 min Spielzeit die Rote Karte.

| Sonntag, 16. April 2023 16:00 Uhr TV: SRF online | BSV Bern                                   | 27:26        | GC Amicitia Zürich         | Mobiliar Arena, Gümligen Zuschauer: 1412 Schiedsrichter: Capoccia & Jucker |
| Sonntag, 16. April 2023 16:00 Uhr TV: SRF online | meiste Tore: Getzmann & Weingartner (Je 5) | (13:14)      | meiste Tore: Hrachovec (6) | Mobiliar Arena, Gümligen Zuschauer: 1412 Schiedsrichter: Capoccia & Jucker |
| Sonntag, 16. April 2023 16:00 Uhr TV: SRF online | Strafen: 1× 4×                             | Spielbericht | Strafen: 1× 5×             | Mobiliar Arena, Gümligen Zuschauer: 1412 Schiedsrichter: Capoccia & Jucker |

#### (2) Kadetten Schaffhausen gegen (7) HSC Suhr Aarau
Übersicht
| Mittwoch, 5. April 2023 19:30 Uhr | Kadetten Schaffhausen        | 31:26        | HSC Suhr Aarau          | BBC-Arena, Schaffhausen Zuschauer: 511 Schiedsrichter: Capoccia & Jucker |
| Mittwoch, 5. April 2023 19:30 Uhr | meiste Tore: Ríkharðsson (9) | (16:15)      | meiste Tore: Sarlos (6) | BBC-Arena, Schaffhausen Zuschauer: 511 Schiedsrichter: Capoccia & Jucker |
| Mittwoch, 5. April 2023 19:30 Uhr | Strafen: 1× 6×               | Spielbericht | Strafen: 2× 5×          | BBC-Arena, Schaffhausen Zuschauer: 511 Schiedsrichter: Capoccia & Jucker |

| Samstag, 8. April 2023 19:00 Uhr | HSC Suhr Aarau              | 24:35        | Kadetten Schaffhausen        | Sporthalle Schachen, Aarau Zuschauer: 735 Schiedsrichter: Hennig & Meier |
| Samstag, 8. April 2023 19:00 Uhr | meiste Tore: Attenhofer (5) | (14:18)      | meiste Tore: Ríkharðsson (7) | Sporthalle Schachen, Aarau Zuschauer: 735 Schiedsrichter: Hennig & Meier |
| Samstag, 8. April 2023 19:00 Uhr | Strafen: 3×                 | Spielbericht | Strafen: 1× 4×               | Sporthalle Schachen, Aarau Zuschauer: 735 Schiedsrichter: Hennig & Meier |

| Samstag, 15. April 2023 18:45 Uhr | Kadetten Schaffhausen   | 30:25        | HSC Suhr Aarau            | BBC-Arena, Schaffhausen Zuschauer: 575 Schiedsrichter: H. Albert Gallardo & Ò. Albert Gallardo |
| Samstag, 15. April 2023 18:45 Uhr | meiste Tore: Bartók (6) | (12:12)      | meiste Tore: Slaninka (6) | BBC-Arena, Schaffhausen Zuschauer: 575 Schiedsrichter: H. Albert Gallardo & Ò. Albert Gallardo |
| Samstag, 15. April 2023 18:45 Uhr | Strafen: 3×             | Spielbericht | Strafen: 2× 3×            | BBC-Arena, Schaffhausen Zuschauer: 575 Schiedsrichter: H. Albert Gallardo & Ò. Albert Gallardo |

#### (3) Pfadi Winterthur gegen (6) Wacker Thun
Übersicht
| Donnerstag, 6. April 2023 18:30 Uhr TV: SRF online | Pfadi Winterthur     | 19:18        | Wacker Thun                        | Axa-Arena, Winterthur Zuschauer: 1449 Schiedsrichter: Brunner & Salah |
| Donnerstag, 6. April 2023 18:30 Uhr TV: SRF online | meiste Tore: Jud (6) | (10:8)       | meiste Tore: Dannmeyer & Manse (4) | Axa-Arena, Winterthur Zuschauer: 1449 Schiedsrichter: Brunner & Salah |
| Donnerstag, 6. April 2023 18:30 Uhr TV: SRF online | Strafen: 1×          | Spielbericht | Strafen: 2× 6× 1×                  | Axa-Arena, Winterthur Zuschauer: 1449 Schiedsrichter: Brunner & Salah |

- Eduardo Mendonça (Winterthur) erhielt nach 25:07 min Spielzeit die Rote Karte.
- Dario Lüthi (Thun) erhielt nach 43:03 min Spielzeit die Rote Karte.

| Montag, 10. April 2023 17:00 Uhr | Wacker Thun                | 27:25        | Pfadi Winterthur     | Sporthalle Lachen, Thun Zuschauer: 1350 Schiedsrichter: Brunner & Salah |
| Montag, 10. April 2023 17:00 Uhr | meiste Tore: Dannmeyer (8) | (15:13)      | meiste Tore: Jud (6) | Sporthalle Lachen, Thun Zuschauer: 1350 Schiedsrichter: Brunner & Salah |
| Montag, 10. April 2023 17:00 Uhr | Strafen: 2×                | Spielbericht | Strafen: 1× 4×       | Sporthalle Lachen, Thun Zuschauer: 1350 Schiedsrichter: Brunner & Salah |

| Donnerstag, 13. April 2023 19:00 Uhr | Pfadi Winterthur      | 27:26 n. V.     | Wacker Thun              | Axa-Arena, Winterthur Zuschauer: 1719 Schiedsrichter: Abalo & Maurer |
| Donnerstag, 13. April 2023 19:00 Uhr | meiste Tore: Jud (10) | (12:8), (23:23) | meiste Tore: Linder (10) | Axa-Arena, Winterthur Zuschauer: 1719 Schiedsrichter: Abalo & Maurer |
| Donnerstag, 13. April 2023 19:00 Uhr | Strafen: 1× 5×        | Spielbericht    | Strafen: 1× 4×           | Axa-Arena, Winterthur Zuschauer: 1719 Schiedsrichter: Abalo & Maurer |

| Sonntag, 16. April 2023 17:00 Uhr | Wacker Thun             | 19:21        | Pfadi Winterthur            | Sporthalle Lachen, Thun Zuschauer: 1790 Schiedsrichter: Brunner & Salah |
| Sonntag, 16. April 2023 17:00 Uhr | meiste Tore: Linder (7) | (7:8)        | meiste Tore: Hadj Sadok (4) | Sporthalle Lachen, Thun Zuschauer: 1790 Schiedsrichter: Brunner & Salah |
| Sonntag, 16. April 2023 17:00 Uhr | Strafen: 2× 4×          | Spielbericht | Strafen: 1× 4×              | Sporthalle Lachen, Thun Zuschauer: 1790 Schiedsrichter: Brunner & Salah |

### Halbfinals

#### (1) HC Kriens-Luzern gegen (5) BSV Bern
Übersicht
| Donnerstag, 11. Mai 2023 19:30 Uhr | HC Kriens-Luzern         | 31:29        | BSV Bern                 | Stadthalle, Sursee Zuschauer: 2500 Schiedsrichter: Hennig & Meier |
| Donnerstag, 11. Mai 2023 19:30 Uhr | meiste Tore: Schmid (13) | (16:15)      | meiste Tore: Ganter (10) | Stadthalle, Sursee Zuschauer: 2500 Schiedsrichter: Hennig & Meier |
| Donnerstag, 11. Mai 2023 19:30 Uhr | Strafen: 1× 5×           | Spielbericht | Strafen: 2× 7×           | Stadthalle, Sursee Zuschauer: 2500 Schiedsrichter: Hennig & Meier |

| Sonntag, 14. Mai 2023 18:00 Uhr | BSV Bern                 | 28:33        | HC Kriens-Luzern         | Mobiliar Arena, Gümligen Zuschauer: 2350 Schiedsrichter: H. Albert Gallardo & Ò. Albert Gallardo |
| Sonntag, 14. Mai 2023 18:00 Uhr | meiste Tore: Nyström (6) | (11:14)      | meiste Tore: Schmid (10) | Mobiliar Arena, Gümligen Zuschauer: 2350 Schiedsrichter: H. Albert Gallardo & Ò. Albert Gallardo |
| Sonntag, 14. Mai 2023 18:00 Uhr | Strafen: 1× 2×           | Spielbericht | Strafen: 4×              | Mobiliar Arena, Gümligen Zuschauer: 2350 Schiedsrichter: H. Albert Gallardo & Ò. Albert Gallardo |

| Donnerstag, 18. Mai 2023 16:00 Uhr TV: SRF info | HC Kriens-Luzern           | 31:28        | BSV Bern               | Stadthalle, Sursee Zuschauer: 3000 Schiedsrichter: Brunner & Salah |
| Donnerstag, 18. Mai 2023 16:00 Uhr TV: SRF info | meiste Tore: Langenick (8) | (16:12)      | meiste Tore: Kaleb (5) | Stadthalle, Sursee Zuschauer: 3000 Schiedsrichter: Brunner & Salah |
| Donnerstag, 18. Mai 2023 16:00 Uhr TV: SRF info | Strafen: 1× 4×             | Spielbericht | Strafen: 1× 3×         | Stadthalle, Sursee Zuschauer: 3000 Schiedsrichter: Brunner & Salah |

#### (2) Schaffhausen gegen (3) Pfadi Winterthur
Übersicht
| Donnerstag, 11. Mai 2023 18:15 Uhr TV: SRF zwei | Kadetten Schaffhausen         | 34:28        | Pfadi Winterthur                   | BBC-Arena, Schaffhausen Zuschauer: 912 Schiedsrichter: Capoccia & Jucker |
| Donnerstag, 11. Mai 2023 18:15 Uhr TV: SRF zwei | meiste Tore: Ríkharðsson (10) | (21:14)      | meiste Tore: Leopold & Lioi (Je 7) | BBC-Arena, Schaffhausen Zuschauer: 912 Schiedsrichter: Capoccia & Jucker |
| Donnerstag, 11. Mai 2023 18:15 Uhr TV: SRF zwei | Strafen: 1× 6× 1×             | Spielbericht | Strafen: 6× 2× 3×                  | BBC-Arena, Schaffhausen Zuschauer: 912 Schiedsrichter: Capoccia & Jucker |

- Eduardo Mendonça (Winterthur) erhielt nach 10:57 min Spielzeit die Rote Karte.
- Kevin Jud (Winterthur) erhielt nach 25:44 min Spielzeit die Rote Karte.
- Goran Cvetković (Trainer von Winterthur) erhielt nach 54:00 min Spielzeit die Rote Karte.
- Aðalsteinn Eyjólfsson (Trainer von Schaffhausen) erhielt nach 59:19 min Spielzeit die Rote Karte.

| Sonntag, 14. Mai 2023 16:00 Uhr TV: SRF zwei | Pfadi Winterthur | 34:37 n. V.      | Kadetten Schaffhausen        | Axa-Arena, Winterthur Zuschauer: 2000 Schiedsrichter: Brunner & Salah |
| Sonntag, 14. Mai 2023 16:00 Uhr TV: SRF zwei | meiste Tore: Jud | (18:16), (31:31) | meiste Tore: Ríkharðsson (9) | Axa-Arena, Winterthur Zuschauer: 2000 Schiedsrichter: Brunner & Salah |
| Sonntag, 14. Mai 2023 16:00 Uhr TV: SRF zwei | Strafen: 1× 4×   | Spielbericht     | Strafen: 1× 5×               | Axa-Arena, Winterthur Zuschauer: 2000 Schiedsrichter: Brunner & Salah |

| Donnerstag, 18. Mai 2023 18:15 Uhr | Kadetten Schaffhausen        | 30:23        | Pfadi Winterthur            | BBC-Arena, Schaffhausen Zuschauer: 1819 Schiedsrichter: Boshkoski & Stalder |
| Donnerstag, 18. Mai 2023 18:15 Uhr | meiste Tore: Ríkharðsson (9) | (15:12)      | meiste Tore: Dragašević (5) | BBC-Arena, Schaffhausen Zuschauer: 1819 Schiedsrichter: Boshkoski & Stalder |
| Donnerstag, 18. Mai 2023 18:15 Uhr | Strafen: 9×                  | Spielbericht | Strafen: 4×                 | BBC-Arena, Schaffhausen Zuschauer: 1819 Schiedsrichter: Boshkoski & Stalder |

### Final: (1) HC Kriens-Luzern gegen (2) Kadetten Schaffhausen
Übersicht
| Montag, 29. Mai 2023 16:00 Uhr TV: SRF online | HC Kriens-Luzern       | 27:31        | Kadetten Schaffhausen    | Stadthalle, Sursee Zuschauer: 2900 Schiedsrichter: Brunner & Salah |
| Montag, 29. Mai 2023 16:00 Uhr TV: SRF online | meiste Tore: Šipić (8) | (14:12)      | meiste Tore: Matzken (6) | Stadthalle, Sursee Zuschauer: 2900 Schiedsrichter: Brunner & Salah |
| Montag, 29. Mai 2023 16:00 Uhr TV: SRF online | Strafen: 1× 2×         | Spielbericht | Strafen: 2×              | Stadthalle, Sursee Zuschauer: 2900 Schiedsrichter: Brunner & Salah |

| Donnerstag, 1. Juni 2023 18:15 Uhr TV: SRF zwei | Kadetten Schaffhausen        | 33–25        | HC Kriens-Luzern      | BBC-Arena, Schaffhausen Zuschauer: 2165 Schiedsrichter: Brunner & Salah |
| Donnerstag, 1. Juni 2023 18:15 Uhr TV: SRF zwei | meiste Tore: Ríkharðsson (9) | (16–11)      | meiste Tore: Küttel 5 | BBC-Arena, Schaffhausen Zuschauer: 2165 Schiedsrichter: Brunner & Salah |
| Donnerstag, 1. Juni 2023 18:15 Uhr TV: SRF zwei | Strafen: 1× 3×               | Spielbericht | Strafen: 1× 5×        | BBC-Arena, Schaffhausen Zuschauer: 2165 Schiedsrichter: Brunner & Salah |

| Sonntag, 4. Juni 2023 16:00 Uhr TV: SRF online SRF zwei (Ab 17:25) | HC Kriens-Luzern       | 50:49 n. S.                        | Kadetten Schaffhausen    | Stadthalle, Sursee Zuschauer: 3000 Schiedsrichter: Boshkoski & Stalder |
| Sonntag, 4. Juni 2023 16:00 Uhr TV: SRF online SRF zwei (Ab 17:25) | meiste Tore: Schmid 12 | (14:16), (29:29), (35:35), (42:42) | meiste Tore: Cañellas 12 | Stadthalle, Sursee Zuschauer: 3000 Schiedsrichter: Boshkoski & Stalder |
| Sonntag, 4. Juni 2023 16:00 Uhr TV: SRF online SRF zwei (Ab 17:25) | Strafen: 3× 7× 2×      | Spielbericht                       | Strafen: 2× 9×           | Stadthalle, Sursee Zuschauer: 3000 Schiedsrichter: Boshkoski & Stalder |

- Gino Delchiappo (Kriens) erhielt nach 28:16 min Spielzeit die Rote Karte.
- Aljaž Lavric (Kriens) erhielt nach 54:48 min Spielzeit die Rote Karte.

| Donnerstag, 8. Juni 2023 18:15 Uhr TV: SRF info SRF zwei (Ab 19:00) | Kadetten Schaffhausen    | 32:28        | HC Kriens-Luzern      | BBC-Arena, Schaffhausen Zuschauer: 3321 Schiedsrichter: Brunner & Salah |
| Donnerstag, 8. Juni 2023 18:15 Uhr TV: SRF info SRF zwei (Ab 19:00) | meiste Tore: 3 Spieler 5 | (19:14)      | meiste Tore: Wanner 7 | BBC-Arena, Schaffhausen Zuschauer: 3321 Schiedsrichter: Brunner & Salah |
| Donnerstag, 8. Juni 2023 18:15 Uhr TV: SRF info SRF zwei (Ab 19:00) | Strafen: 8×              | Spielbericht | Strafen: 2× 7×        | BBC-Arena, Schaffhausen Zuschauer: 3321 Schiedsrichter: Brunner & Salah |

## Meistermannschaft der Kadetten Schaffhausen
| Schweizer Meister Kadetten Schaffhausen | Mannschaft: Kristian Pilipović, Robin Heinis, Igor Zabic, Mehdi Ben Romdhane, Torben Matzken, Óðinn Þór Ríkharðsson, Joan Cañellas, Jonas Schopper, Donát Bartók, Michael Kusio, Marvin Lier, Jost Brücker, Zoran Markovic, Luka Maros, Martin Ziemer, Nik Tominec, Sandro Obranovic, Lukas Herburger Cheftrainer: Aðalsteinn Eyjólfsson Assistenz-/Torhütertrainer: Petro Pinto Vieira Betreuer: Max Böni & Fredy Thalmann Physio: Sebastian Holzhäuser Geschäftsführer: David Graubner Präsident: Giorgio Behr |